# 華ゆり
華ゆり（はな ゆり、1947年2月25日 - ）は、岡山県出身の漫才師、女優。血液型はAB型。漫才ショウのフラワーショウのメンバー。
本名は吉岡 百合子（よしおか ゆりこ）。現在は女優として松竹芸能所属。

## 人物と芸風
昭和の名人・浪曲師の初代京山幸枝若の妹。トリオのメンバーであった華ぼたんの門下。1966年に2、3ヶ月ほど『東文章・華悦子』のコンビで漫才をしていたが、ぼたんに誘われ、あやめと交替でフラワーショウに加入、後に脱退し歌手に転向を熱望したが復帰。1989年にフラワーショウのリーダー・華ぼたんが没後はフラワーショウ　ゆり・ばらとして再出発したが、2006年のばらの死去に伴い消滅、ゆりがひとりで芸能活動したが現在は休業状態。しかし松竹芸能にはプロフィールがある。丸顔でボケ役。ばらとは対照的にスローテンポのしゃべくりが特徴。ゆり・ばら結成後は、突っ込み役となり、早口のしゃべりになった。現在は髪を金髪にしている。

## 作品

### テレビ
- 『ちちんぷいぷい』（松竹の往年の漫才で構成されたユニット「大阪音曲オールスターズ」のメンバーとして）

### テレビドラマ
- 1998年 『ひなたぼっこ』
- 2002年 『京都マル秘仕事人(2) 5億円古美術鑑定士殺人事件 必殺三味線屋勇次VS闇の魔宮』
- 2005年 『風のハルカ』

### テレビCM
- サカイ引越センター
徳井優と多数共演
1993年から1997年まで出演した「べんきょうしまっせ（エレベーター）篇」（1993年）はフジ・サンケイグループ広告大賞を受賞し、「ホンマかいな、そうかいな」のセリフは全国的に著名。
1996年正月のフジテレビ系特番、ものまね王座決定戦には、ダチョウ倶楽部の上島竜兵がものまねを披露し、スタジオに本人として徳井とともに収録していたフジテレビ第6スタジオに出演。奇跡のコラボを果たした。
- スシマス（ナレーション）

## 受賞
トリオ時代を除く
- 1997年 第24回フジサンケイグループ広告大賞 タレント賞優秀賞